# Michael Polite
Michael Emerette Polite (Paterson, 17 maggio 1968) è un ex cestista statunitense naturalizzato svizzero.
Sua figlia Alice e suo figlio Anthony sono cresciuti a Lugano e sono entrambi cestisti delle selezioni nazionali elvetiche.

## Palmarès
- Campionato svizzero: 5

Bellinzona: 1992-93, 1993-94
Lugano: 1999-00, 2000-01, 2001-02
- Coppa di Svizzera: 3

Bellinzona: 1992-93, 1993-94
Lugano: 2000-01
- LNB: 2

GC Zurich Wildcats: 2009-10
Aarau: 2011-12